# Treinamento e Educação Militar Internacional
Treinamento e Educação Militar Internacional (International Military Education and Training - IMET) é um programa de assistência de segurança dos Estados Unidos , sendo um tipo de programa de  intercâmbio de alunos . O congresso dos Estados Unidos estabeleceu o programa IMET por intermédio  da Lei de Controle de Exportações de Armas  de 1976 (Pub. L. Nº 94-329, 30 de junho de 1976), que alterou a Lei de Assistência Estrangeira de 1961 (Pub. L. Nº 87-195, Set. 4, de 1961). As políticas subjacentes a este programa são dirigidas pelo Bureau de Assuntos Político-Militares do Departamento de Estado dos Estados Unidos  e os projetos constituintes são administrados pelo Departamento de Defesa dos Estados Unidos .  Projetos no âmbito deste programa incluem, mas não estão limitados a, convites para oficiais de países estrangeiros para participar de cursos em várias escolas militares nos Estados Unidos, tais como o U.S. Army War College ou Universidade de Defesa Nacional, bem como o fornecimento de financiamento de viagens para países estrangeiros para fornecer formação específica. Tópicos de ensino são variados e vão desde aulas de língua inglesa à formação de familiarização com os conceitos dos direitos humanos e o direito da guerra. Uma lista completa de tópicos varia por ano, e pode abranger várias centenas de cursos distintos.